# António Luís de Freitas
António Luís de Freitas (Carrazeda de Ansiães, Parambos, 10 de Janeiro de 1855 — Coimbra, 5 de Abril de 1926) foi um advogado, magistrado judicial, administrador concelhio e político republicano. Exerceu as funções de Governador Civil do Distrito de Bragança no período de 9 de Junho de 1911 a 13 de Outubro de 1911, sendo forçado a demitir-se na sequência da incursão monárquica liderada por Paiva Couceiro que naquele ano tomou Chaves. Foi irmão do senador republicano João José de Freitas, linchado no Entroncamento em 1915 na sequência de um atentado contra João Chagas.

## Biografia
António Luís de Freitas foi filho de Manuel José de Freitas e de Carlota da Cunha e Almeida. Foi irmão do senador evolucionista João José de Freitas, que o antecedeu no cargo de governador civil do Distrito de Bragança.
Conclui os seus estudos secundários em 1875 na cidade do Porto, matriculando-se seguidamente nas Faculdades de
Teologia e de Direito da Universidade de Coimbra, acabando por escolher obter o grau de bacharel em Direito, o que conseguiu em 1880.
Fixou-se então em Valpaços, onde abriu banca de advogado. Pouco depois foi nomeado administrador do concelho de Vila Pouca de Aguiar, cargo que exerceu de 1884 a 1885. Neste último ano ingressou na magistratura como delegado do Procurador Régio, funções em que foi colocado nas comarcas de São João da Pesqueira, Póvoa de Varzim e Vila Nova de Portimão.
Por decreto de 27 de Outubro de 1898, passou a juiz, sendo colocado na comarca de Velas, na ilha de São Jorge (Açores). Passou seguidamente pelas comarcas de Vimioso, Vila Flor, Vila Pouca de Aguiar, Idanha-a-Nova, Moncorvo e Lamego.
Era juiz nesta última comarca quando por decreto 9 de Junho de 1911 foi nomeado governador civil do Distrito de Bragança, substituindo o seu irmão, João José de Freitas, que entretanto fora eleito senador e tomara lugar no Congresso da República.
Tomou posse do cargo a 20 de Junho daquele ano, mas o seu mandato foi curto e conturbado: logo em finais de Setembro começaram a chegar notícias que apontavam para uma concentração de monárquicos portugueses, armados e comandados por Paiva Couceiro, nos povoados fronteiriços da Galiza. Em finais daquele mês já estava o governo português informado de que se preparava uma incursão através da fronteira transmontana, com toda a probabilidade visando o distrito de Bragança.
A incursão ocorreu na noite de 4 para 5 de Outubro, simbolicamente um ano depois da implantação da República Portuguesa, tendo sido tomada a cidade de Chaves. Apesar da incursão ter sido repelida pelas forças republicanas, a acção de António Luís de Freitas foi fortemente criticada na Câmara dos Deputados e na imprensa republicana, acusando-o de pusilâmine e de não ter avisado o governo atempadamente. Em consequência, o Ministro do Interior, João Chagas, demitiu-o do cargo por decreto de 13 de Outubro do mesmo ano.
A demissão levou a protestos na imprensa e no parlamento, liderados pelo seu irmão João José de Freitas, que pediu uma sindicância aos actos do governador civil. A sindicância provou que não houvera menor diligência por parte daquele, sendo, a requerimento do mesmo publicada no Diário do Governo. Uma bem provável sequela deste incidente ocorreria anos depois, a 17 de Maio de 1915, quando João José de Freitas, então ainda senador, alvejou João Chagas a tiro de pistola, quando este, indigitado presidente do conselho de ministros na sequência da Revolta de 14 de Maio de 1915, viajava de comboio do Porto para Lisboa. Detido no acto, acabaria por ser linchado no Entroncamento, mas os ferimentos infligidos a João Chagas foram suficientes para impedir que tomasse posse do cargo.
Retomou a sua carreira de magistrado e por decreto de 9 de Fevereiro de 1912 foi elevado a juiz de 1.ª classe. Faleceria em Coimbra no ano de 1926.